# Адлерспарре, София
София Адольфина Адлерспарре (швед. Sophie Adlersparre; 6 марта 1808 года — 23 марта 1862 года) — шведская художница.

## Биография
София Адольфина Адлерспарре родилась 6 марта 1808 года в шведской коммуне Мёрбюлонга. Отец Софии Адлерспарре — лютеранский дворянин, Аксель Адлерспарре (1763—1838), губернатор острова Эланд, мать — Каролина фон Арбин. Интерес к изобразительному искусству проявился у их дочери с детства. Первоначально девочка училась живописи у художника К. Ф. Педерсена, попавшего на остров Эланд после кораблекрушения. В 1830 году семья переехала в Стокгольм. София получила художественное образование у художников Карла Густава Кварнстрема (1810—1867), Йохана Густава Сандберга и Олофа Йохана Сёдермарка (1790—1848). Дебютировала как художница в 1836 году, когда наследная принцесса, Жозефина Лейхтенбергская, будущая Королева Швеции, заказала ей свой портрет.
Для изучения искусства живописи Адлерспарре совершила несколько поездок в Германию, Италию и Францию. В 1839—1840-х годах она училась в Париже у Леона Конье, познакомилась с художниками Карлом Вальбомом и Пером Викенбергом. По возвращении в Швецию открыла школу рисования, где среди её учеников была шведская художница Амалия Линдегрен.

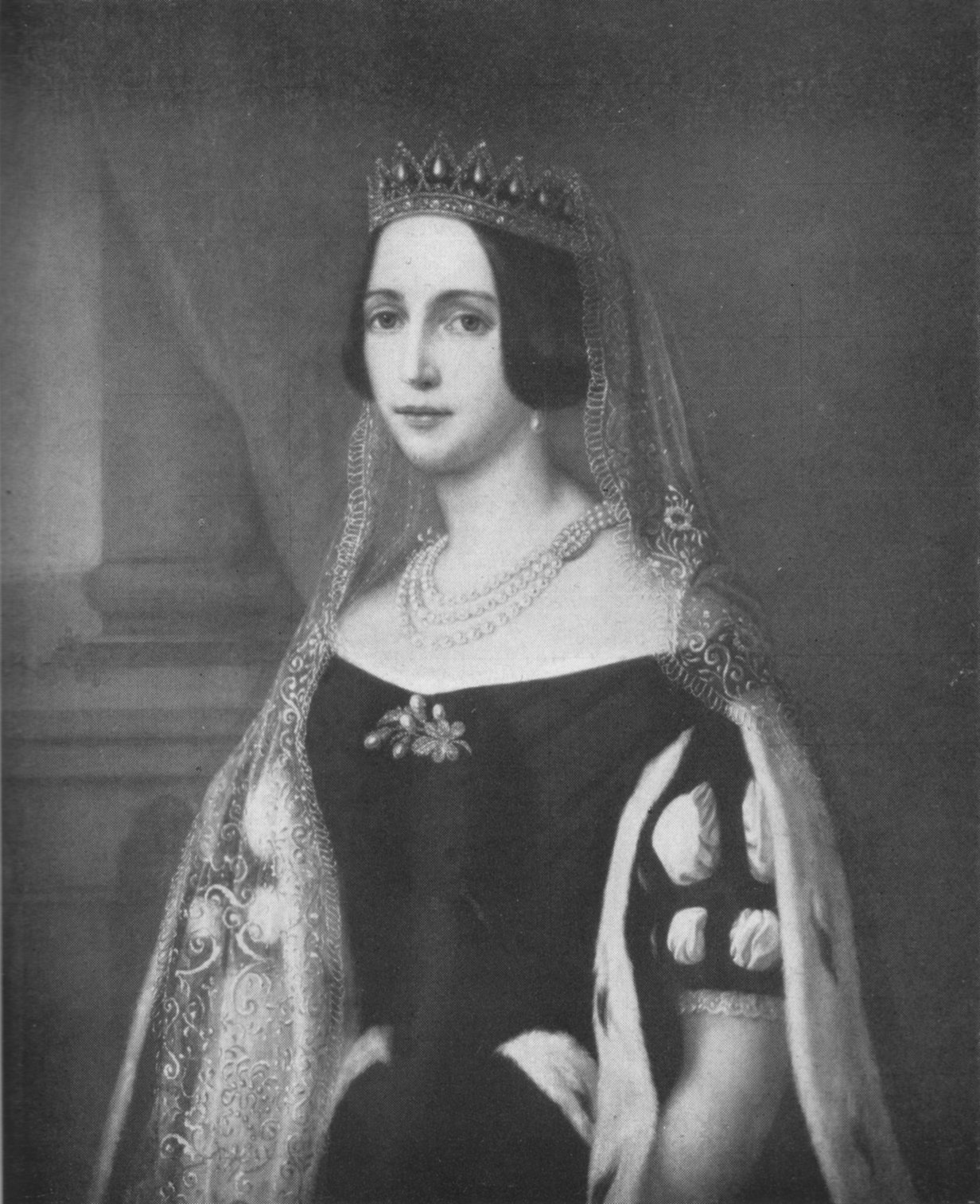
Королева Жозефина, София Адлерспарре

В 1845 году королева Швеции оплатила Софии дальнейшую учёбу в Париже; в 1845—1846 годах она училась в Дрездене у немецких художников Юхана Кристиана Клаусена Даля и Каспара Давида Фридриха, копировала картины старых мастеров. В 1851—1855 годах жила и училась в городах Мюнхен, Болонья, Флоренция и Рим. В Риме она была членом шведской и немецкой колонии художников, участвовала в движении Назарейцев, которым руководил художник Фридрих Овербек. В Риме София Адлерспарре перешла в католичество (была выходцем из лютеранской семьи), написала портрет папы Пия IX. В её работах этих лет ощущалось влияние романтизма и живописи художника Рафаэля. София Адлерспарре копировала картины известных живописцев, включая картины художника Чиголи (Лодовико Карди) «Се человек» и Маркантонио Франческини «Смерть Иосифа». В 1855 году Адлерспарре побывала в Швеции, где её работы были выставлены в Королевском Дворце.
В 1862 году Адлерспарре вернулась на постоянное жительство в Швецию. Там ей была назначена пенсия от Litteratörernas och Artisternas pensionsförening. Вскоре после получения первого платежа художница скончалась.
В настоящее время картины Софии Адольфины Адлерспарре хранятся в Городском музее Стокгольма, Национальном музее Швеции («Принцесса Жозефина», 1841; «Портрет Оскара Первого», 1846; «Аксель фон Арбин и Генриетта», 1858 и др.), в Замке Крагехольм и в частных коллекциях. Ряд портретов членов королевской семьи, портрет Пия IX находятся в королевских коллекциях.

## Галерея

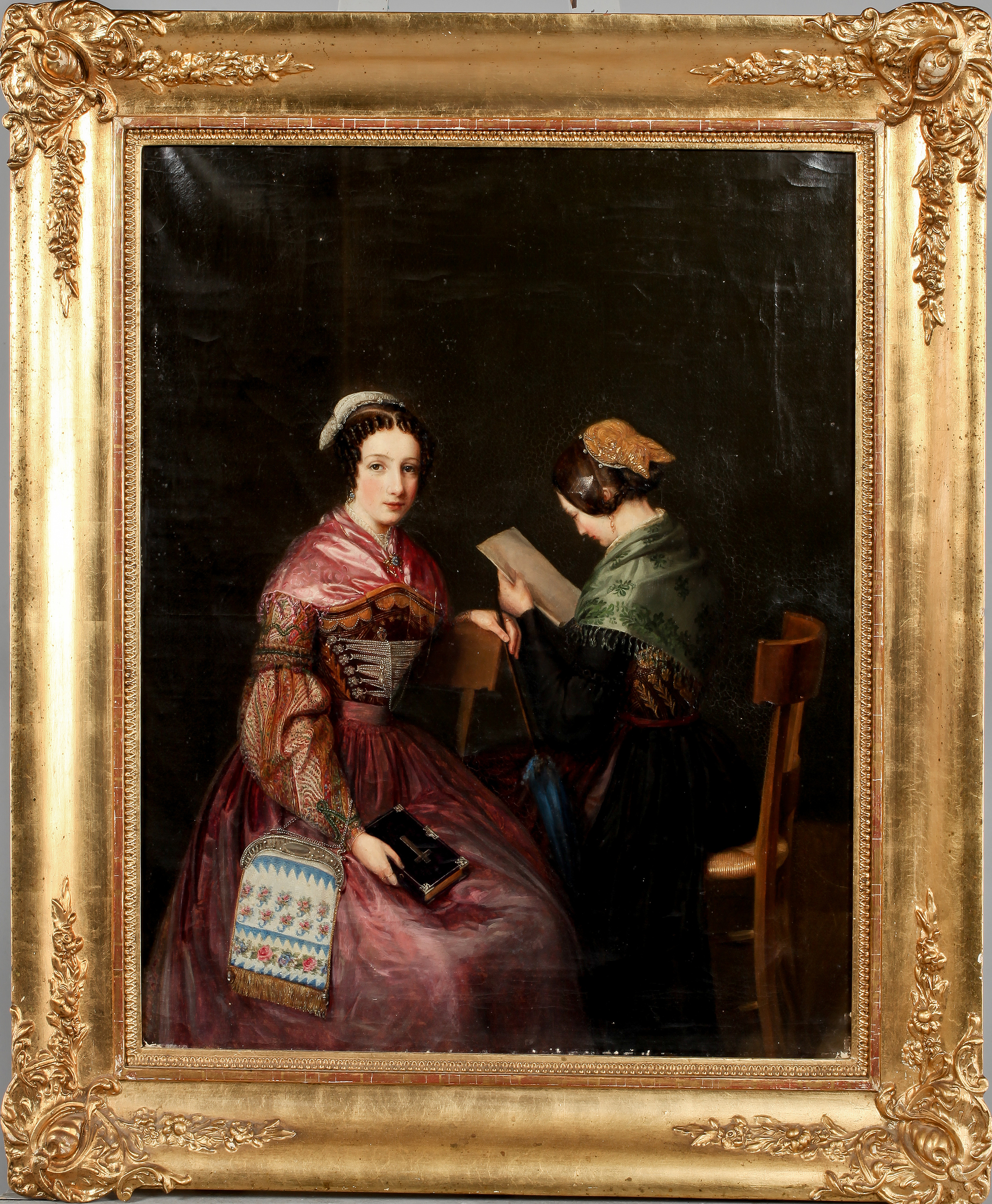
София Адлерспарре. Двойной портрет
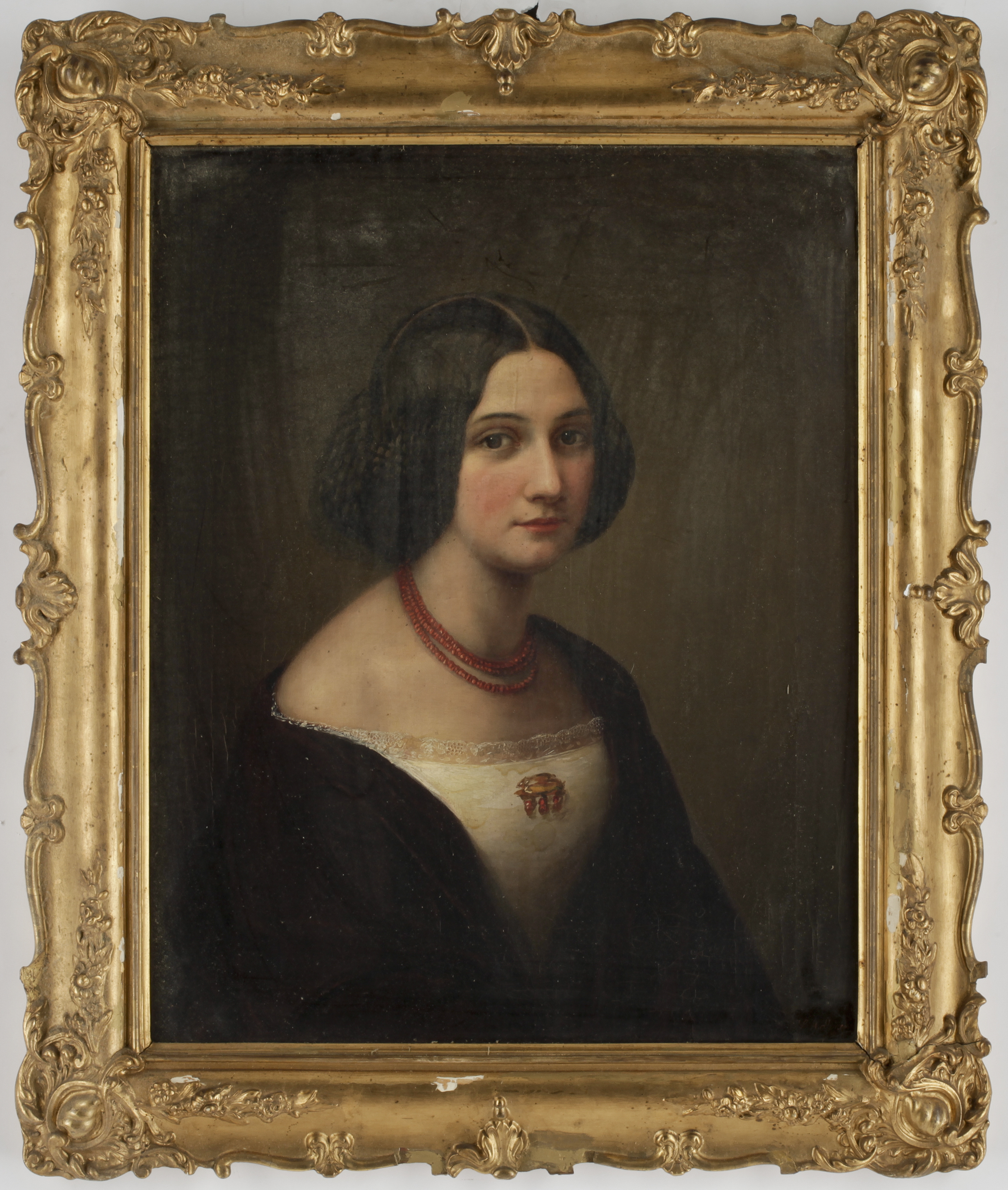
Портрет женщины
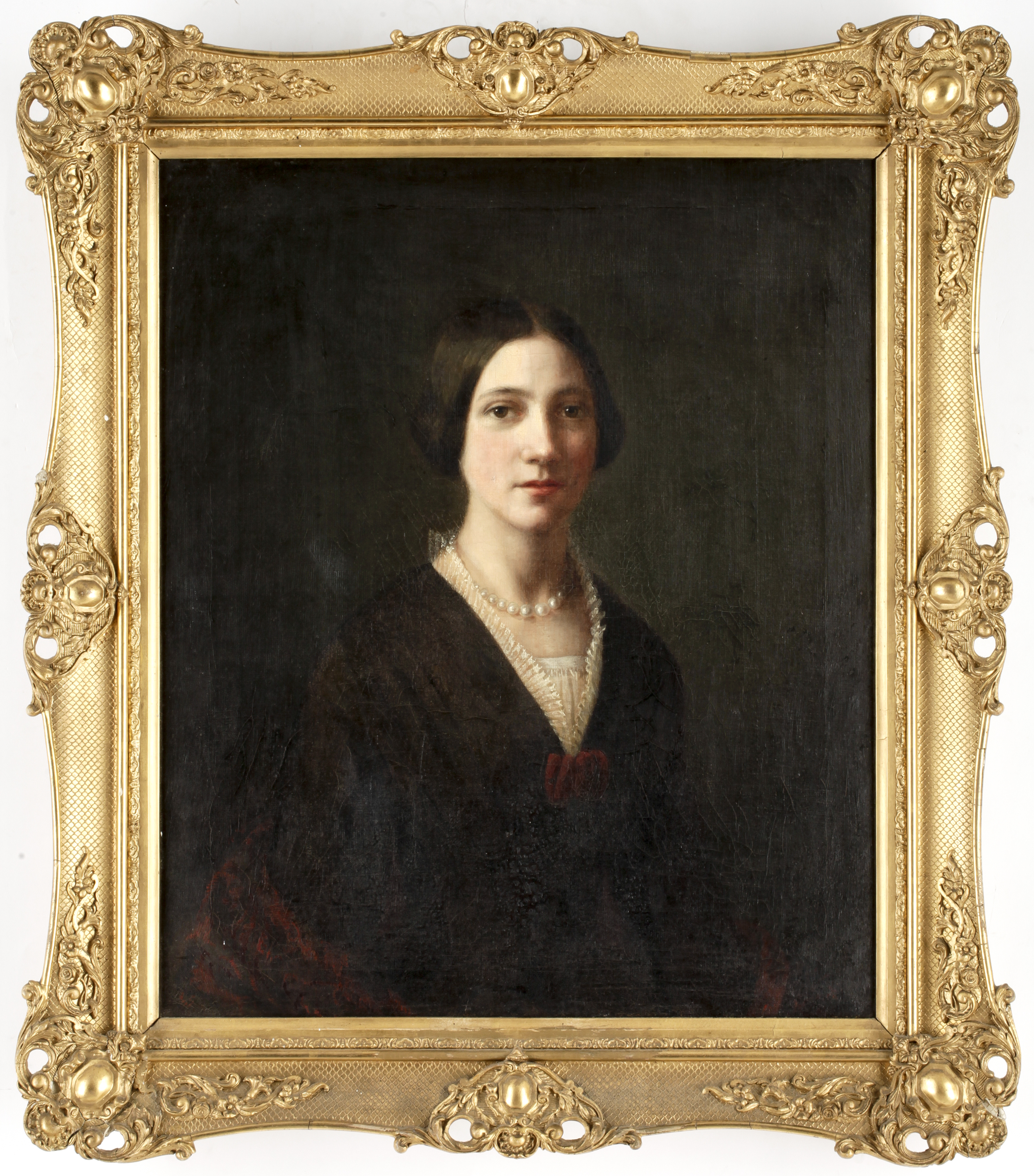
Портрет женщины
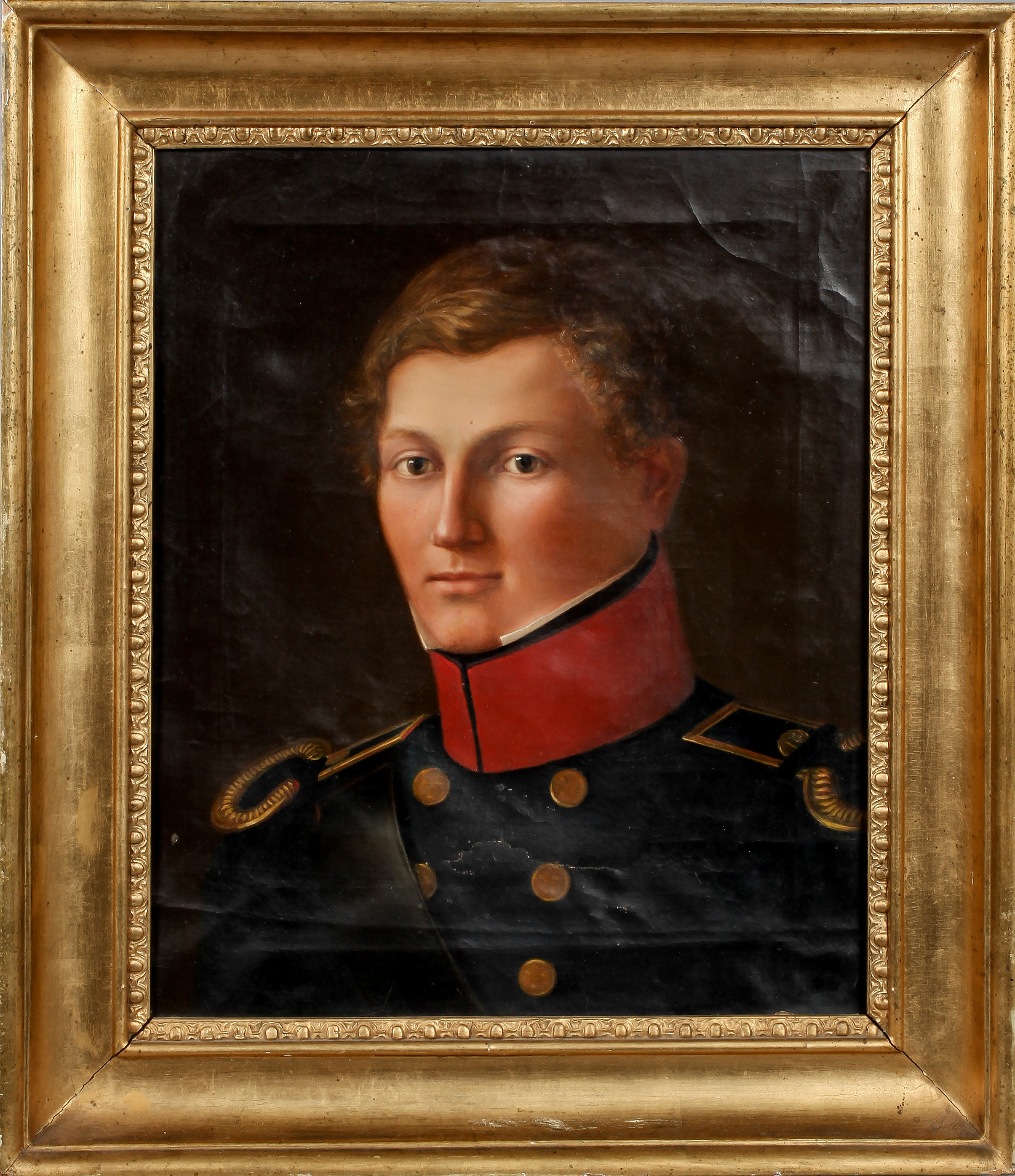
Портрет мужчины
Генриетта Фредрика фон Арбин (1852-1880) и Аксель Отто Фредрик фон Арбин (1853-1906)
Жозефина (1807-1876), принцесса Лейхтенберг, королева Швеции